# Kyffhäuser-Rennstrecke
Die Kyffhäuser-Rennstrecke ist eine temporäre Rennstrecke im Südharz in Sachsen-Anhalt, auf der bis 2009 Bergrennen ausgetragen wurden.

## Historie
Anfang der 1950er Jahre wurde auf der Rennstrecke erstmals das sogenannte Kyffhäuser Bergrennen durchgeführt. Die Länge der Rennstrecke betrug damals 4,897 km.
Weitere Bergrennen wurden 1980 bis 1989 auf der inzwischen auf drei Kilometer langen Strecke veranstaltet.
Von 1999 bis 2000 war die Strecke auf 2,7 km verkürzt. Von 2001 bis 2009 wurden auf der nun 3,825 km langen Bergrennstrecke Rennen ausgetragen.

## Streckenverlauf
Der Start ist im Ort Kelbra. Von dort verläuft die Rennstrecke auf der Bundesstraße 85 bis zum Ziel beim Kyffhäuser-Denkmal. Die 3,8 km lange Strecke hat 36 Kurven und eine durchschnittliche Steigung von 10 %. Von Start bis zum Ziel werden rund 300 m Höhenunterschied überwunden.